# Bassaricyon medius
Bassaricyon medius (лат.) — млекопитающее из рода олинго семейства енотовых.

## Описание
Олинго средних размеров, меньше пушистохвостого олинго (B. gabbii), но крупнее B. neblina. Подвид B. m. orinomus одного размера с олинго Аллена (B. alleni), тогда как B. m. medius значительно мельче. Общая длина тела вместе с хвостом от 68 до 90,5 см, длина без хвоста 31—42 см, длина хвоста 35—52 см. Хвост равен длине тела от носа до основания хвоста или превышает эту длину до 1,4 раза. Масса тела от 0,9 до 1,2 кг.
Наиболее близким видом является олинго Аллена, от которого B. medius отличается более длинной и узкой мордой, более светлым мехом за счет более светлых концов шерстинок. B. m. orinomus имеет красноватый хвост, контрастирующий с менее рыжим туловищем и головой. Нос от розового до тёмно-коричневого цвета.

## Ареал и места обитания
Обитает в тропических лесах юга Центральной и северо-запада Южной Америки от Центральной Панамы до Колумбии и Эквадора, где распространён западнее Анд. Встречается от уровня моря до высоты 1800 м.
Образует 2 подвида, отличающихся в основном размерами:
- Bassaricyon medius medius — общая длина тела 68—82 см, обитает в Южной Америке в Западной Колумбии и Западном Эквадоре от западных склонов Анд до тихоокеанского побережья;
- Bassaricyon medius orinomus — общая длина тела 77—90,5 см, Центральная и Восточная Панама в Центральной Америке.

## Образ жизни
Обитает на деревьях, ведёт ночной образ жизни. Питается плодами и нектаром. Наблюдалось кормление этих олинго на тех же деревьях, что и кинкажу.

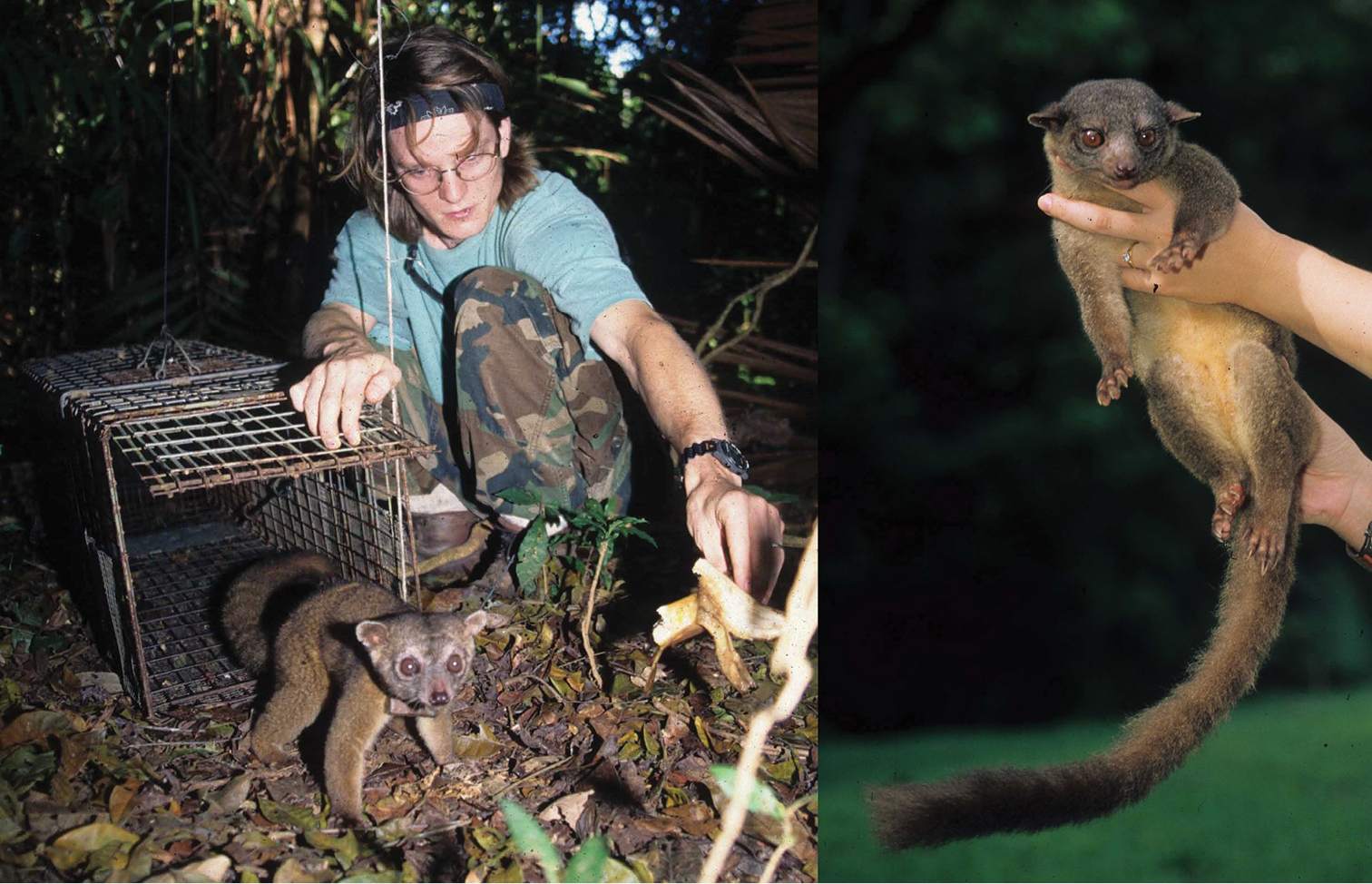